# 3356 Resnik
3356 Resnik је астероид главног астероидног појаса са средњом удаљеношћу од Сунца која износи 2,193 астрономских јединица (АЈ).
Апсолутна магнитуда астероида је 13,2.